# Raúl Alfredo Magaña
Raúl Alfredo Magaña Monzón (Santa Ana, 24 de fevereiro de 1940 - San Salvador, 30 de setembro de 2009) foi um futebolista e treinador salvadorenho, que defendeu a Seleção de seu país durante nove anos (1961-1970).

## Carreira
Participou de apenas uma Copa do Mundo, a de 1970. A equipe terminou na lanterna do Grupo 1, e La Araña, como era conhecido, deixou a equipe no mesmo ano.
Magaña se aposentou jovem, aos 31 anos de idade, atuando pelo Once Municipal.
Ele faleceu a 30 de setembro de 2009, aos 69 anos, após lutar por muito tempo contra um câncer.